# Partit d'Unió Democràtica
El Partit d'Unió Democràtica (Partîya Yekîtî ya Demokratîk, PYD) és una organització política kurda clandestina a Síria, formada el 2003 com a filial siriana del Kongragel (partit kurd de Turquia) i de la Confederació Democràtica del Kurdistan. Està dirigida per Ali Muhammad. Els seus membres han estat perseguits per les autoritats sirianes i molts han estat detinguts. Declara la seva voluntat de resoldre el problema kurd per mitjans democràtics i es declara democràtic socialista, ecologista, liberal i defensor de la igualtat i la llibertat de gènere.